# الاستجابات الوطنية لجائحة فيروس كورونا
اعتبارًا من 14 مارس وبصرف النظر عن البر الرئيسي للصين، انتشرت جائحة فيروس كورونا 2019-2020 في العديد من البلدان الأخرى حول العالم وأكثرها تأثراً هي إيطاليا وكوريا الجنوبية وإيران. تضمنت تدابير الاستجابة الوطنية تدابير الاحتواء مثل عمليات الإغلاق والحجر الصحي وحظر التجول. حتى 18 مارس، كان هناك أكثر من 250 مليون شخص مقفل في أوروبا.

## حسب البلد

### الصين

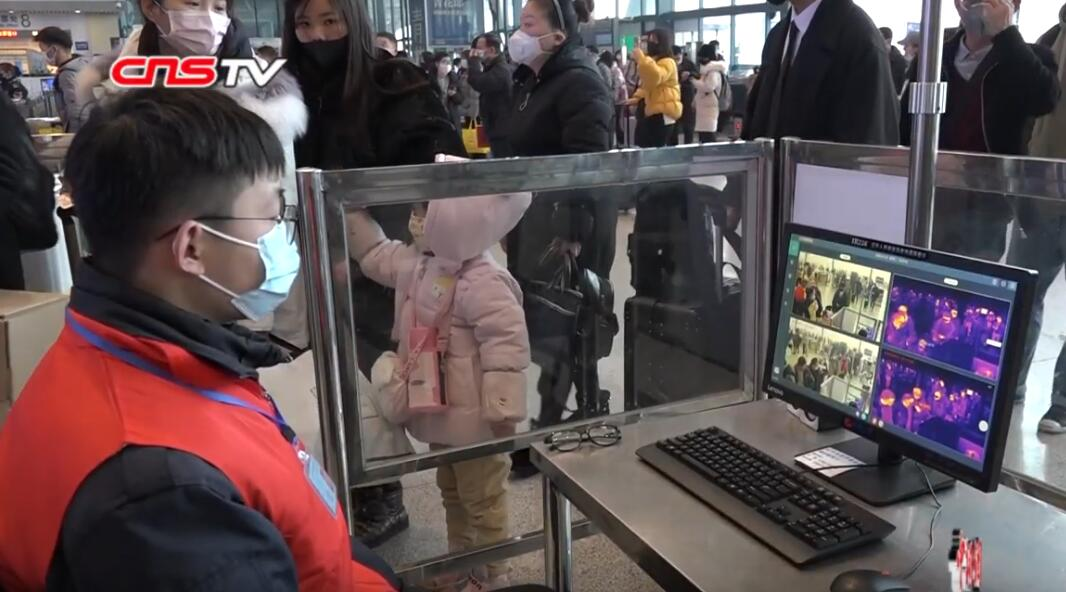
وُضِعت كاميرات تعمل بالأشعة تحت حمراء في محطة قطار ووهان للتحقق من درجة حرارة أجسام المسافرين قبل صعودهم القطار.

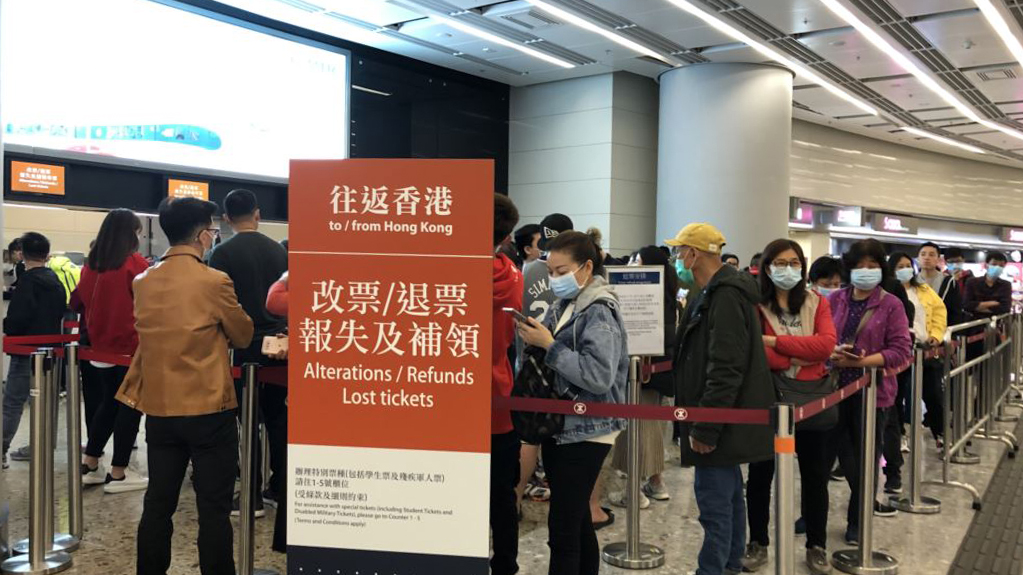
اصطفاف سكان هونغ كونغ لاسترجاع ثمن تذاكر القطار السريع إلى البر الرئيس في محطة قطار غرب كولون.

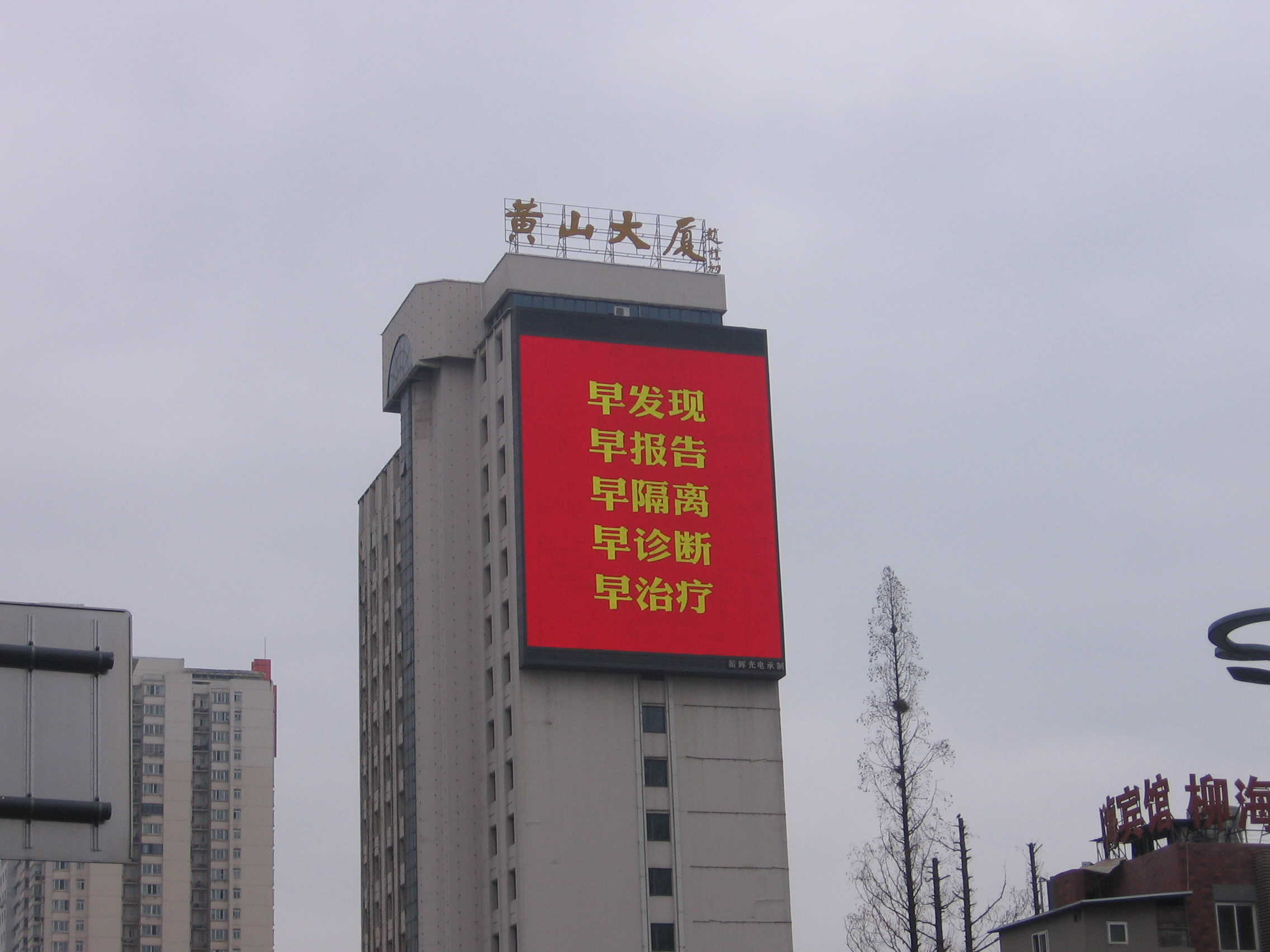

أول شخص عرف أنه مربض بالفيروس الجديد كان في ووهان في 1 ديسمبر 2019. نشرت هيئة الصحة في ووهان إشعارًا عامًا بشأن تفشي المرض في 31 ديسمبر ؛ أبلغ الإشعار الأولي سكان ووهان أنه لا يوجد دليل واضح على انتقال الفيروس من شخص لآخر، وأن المرض يمكن الوقاية منه والسيطرة عليه، وأنه يمكن للناس ارتداء الأقنعة عند الخروج. وأُبلغت منظمة الصحة العالمية عن تفشي المرض في نفس اليوم.
في 7 يناير 2020، ناقشت اللجنة الدائمة للمكتب السياسي للحزب الشيوعي الصيني أمر السيطرة على فيروس كورونا الجديد والوقاية منه.
في 20 يناير 2020، أعلن تشونغ نان شان -عالم في اللجنة الوطنية للصحة في الصين قد لعب دورًا بارزًا في السيطرة على وباء السارس- إمكانية انتقال الفيروس الجديد بين البشر، بعد حدوث حالتي إصابة في غوانغدونغ بخمج لدى أفراد عائلة كانت قد زارت ووهان. أكدت حكومة ووهان ذلك لاحقًا، وأعلنت عن عدد من الإجراءات مثل إلغاء احتفالات رأس السنة الصينية، بالإضافة إلى إجراءات مثل التحقق من درجة حرارة المسافرين لدى الصعود والهبوط من وسائط النقل التي بدأ العمل بها للمرة الأولى في 14 يناير. أعلن عن تطبيق حجر صحي في 24 يناير 2020 ما أوقف السفر من ووهان وإليها.
في 25 يناير، منعت السلطات الصينية استخدام المركبات الخاصة في ووهان. يُسمَح فقط للمركبات التي تنقل إمدادات بالغة الأهمية أو مركبات استجابة الطوارئ بالحركة ضمن المدينة.
في 26 يناير، أوكلت مجموعة قيادة بمهمة السيطرة على تفشي فيروس كورونا الجديد والوقاية منه، بقيادة رئيس مجلس الدولة الصيني لي كه تشيانغ. قررت مجموعة القيادة تمديد عطلة مهرجان الربيع من أجل احتواء التفشي.
بدأت الجمارك الصينية تطلب من كل المسافرين الذين يدخلون الصين والموجودين فيها ملء استمارة تصريح صحي إضافية ابتداءً من 26 يناير. ذُكِر نموذج التصريح الصحي في قانون الصحة والحجر الصحي الحدودي في الصين، ما يضمن حقوق الجمارك بطلبه إذا دعت الحاجة.
في 27 يناير، أعلن المكتب العام لمجلس الدولة في الصين -أحد أعلى الهيئات الحاكمة للجمهورية الشعبية- بشكل رسمي عطلة رأس السنة الصينية في كل أرجاء البلاد وتأجيل الفصل الدراسي الربيعي القادم. مدد المكتب العطلة العامة التي كانت مُقرَّرة سابقًا منذ 30 يناير وحتى 2 فبراير، وقال بأن افتتاح المدراس من أجل الفصل الدراسي الربيعي سيُعلَن عنه في المستقبل. أعلنت بعض الجامعات ذات الحرم الجامعي المفتوح أيضًا منع العامة من الزيارة. في 23 يناير، صرّحت وزارة التعليم في هونان -التي تقع بجوار مركز التفشي في مقاطعة هوبي- بأنها ستمنع الدروس الخاصة خارج المدرسة بشكل صارم وتقيد تجمعات الطلاب. فرضت وزارتا التعليم في شانغهاي وشنجن أيضًا منعًا على الدروس الخاصة خارج المدرسة، وطلبتا من المدارس أن تتعقب الطلاب الذين كانوا في ووهان أو مقاطعة هوبي خلال العطلة الشتوية وتبلغ عنهم. أعلنت منطقتا هونغ كونغ وماكاو شبه المستقلتين أيضًا تعديلات على الجداول الزمنية للمدارس. أعلنت رئيسة هونغ كونغ التنفيذية كاري لام حالة الطوارئ في مؤتمر صحفي في 25 يناير، إذ قالت إن الحكومة ستغلق المدراس الابتدائية والثانوية مدة أسبوعين أو أكثر مباشرة بعد عطلة رأس السنة المُقرَّرة سابقًا، فأصبح بذلك تاريخ إعادة افتتاح المدارس 17 فبراير. أغلقت ماكاو عدة متاحف ومكتبات، ومددت عطلة العام الجديد حتى 17 فبراير لمؤسسات التعليم العالمي وحتى 10 فبراير للمؤسسات الأخرى. قالت جامعة ماكاو إنها ستتعقب الحالة الجسدية للطلاب الذي كانوا في ووهان خلال عطلة رأس السنة.
بعد عطلة رأس السنة الصينية في 25 يناير، كان هناك ذروة أخرى في عدد الأشخاص الذين يسافرون عائدين من بلداتهم إلى أماكن عملهم ضمن موسم سفر مهرجان الربيع. شجعت عدة مقاطعات ومدن الناس على البقاء في بلداتهم كي لا يعودوا إلى العمل. شجعت مدينة سوجو شرقي الصين أيضًا على العمل عن بعد من خلال الإنترنت ومددت استراحة مهرجان الربيع.
أعلنت إدارة الملاحة الجوية المدنية في الصين ومجموعة السكك الحديدية في الصين، اللتان تنظمان الملاحة الجوية المدنية وتشرفان على عمل خدمة السكك الحديدية، في 24 يناير أنه يمكن للمسافرين أن يسترجعوا كامل ثمن تذاكر الطائرات والقطارات دون أي دفع إضافي بصرف النظر عن ما إذا كانت الرحلة أو القطار ستعبر ووهان أم لا. أمرت وزارة الثقافة والسياحة الصينية وكالات السفر وشركات السياحة على الإنترنت بتعليق الرحلات المُنظَّمة وإيقاف عروض حزم «رحلة + فندق».
فرضت مقاطعات ومدن إضافية غير مقاطعة هوبي تقييدات سفر. علقت بكين كل خدمات الباص داخل المدينة في 25 يناير، وحذت حذوها عدة مدن أخرى.
في 1 فبراير 2020، أفادت وكالة أنباء شنخوا أن النيابة الشعبية العليا في الصين «طلبت من النيابات في جميع أنحاء البلاد أن تقوم بدورها على أكمل وجه في خلق بيئة قضائية مواتية تساعد على مكافحة تفشي فيروس كورونا الجديد». يشمل ذلك فرض عقوبات شديدة على هؤلاء الذين تثبت إدانتهم بتهمة التقصير في أداء الواجب وحجب المعلومات عن المسؤولين. وُجِّهت التهم الأشد نحو الأنشطة الإجرامية التجارية مثل «رفع الأسعار، والاستفادة من النظام السوقي المضطرب للغاية» إلى جانب «إنتاج المعدات والأدوية الواقية المزيفة وغير المطابقة للمواصفات وبيعها». جرى أيضًا حث مقاضاة المرضى الذين ينشرون العدوى عن قصد أو يرفضون الفحص أو العزلة الإجبارية إلى جانب تهديد العاملين في المجال الطبي بالعنف. يشمل البيان أيضًا الحث على مقاضاة أولئك الذين «يلفقون معلومات تتعلق بفيروس كورونا قد تؤدي إلى حالة من الذعر بين العامة، وإثارة الشائعات حول الفيروس ونشرها، وإعاقة تنفيذ القانون، وتعريض الأمن العام للخطر»، وشدد أيضًا على «المعاقبة القاسية للصيد غير القانوني للكائنات الحية البرية الموجودة تحت حماية الدولة، وكذلك تحسين إجراءات التفتيش والحجر الصحي للأغذية الطازجة ومنتجات اللحوم».
المتاحف في كل أرجاء الصين مغلقة مؤقتًا. طلبت إدارة التراث الثقافي الوطنية من المتاحف في كل أرجاء البلاد نقل معارضهم مؤقتًا على الإنترنت من خلال برنامج أطلقته إدارة التراث الثقافي الوطنية.

#### الحجر الصحي
في 23 يناير 2020، فُرِض حجر صحي على السفر من ووهان وإليها في محاولة لإيقاف انتشار الفيروس خارج ووهان. عُلِّقت الرحلات الجوية، والقطارات، والباصات العامة، ونظام الميترو، والمدربين عن بعد، مدة غير محددة. عُلِّقت أيضًا التجمعات الكبيرة وجولات المجموعات. بحلول 24 يناير 2020، وُضِعت 15 مدينة في مقاطعة هوبي بما فيها ووهان تحت إجراءات حجر صحي متشابهة. في 27 و28 يناير 2020، أغلقت شيانغيانغ محطات السكك الحديدية وعلقت كل عمليات النقل عن طريق المراكب وذلك بعد إغلاق مطارها وخدمات الباص داخل المدينة في وقت سابق. دخلت مقاطعة هوبي بأكملها مدينةً تلو الأخرى في حالة حجر صحي، باستثناء منطقة شينونججيا للغابات.

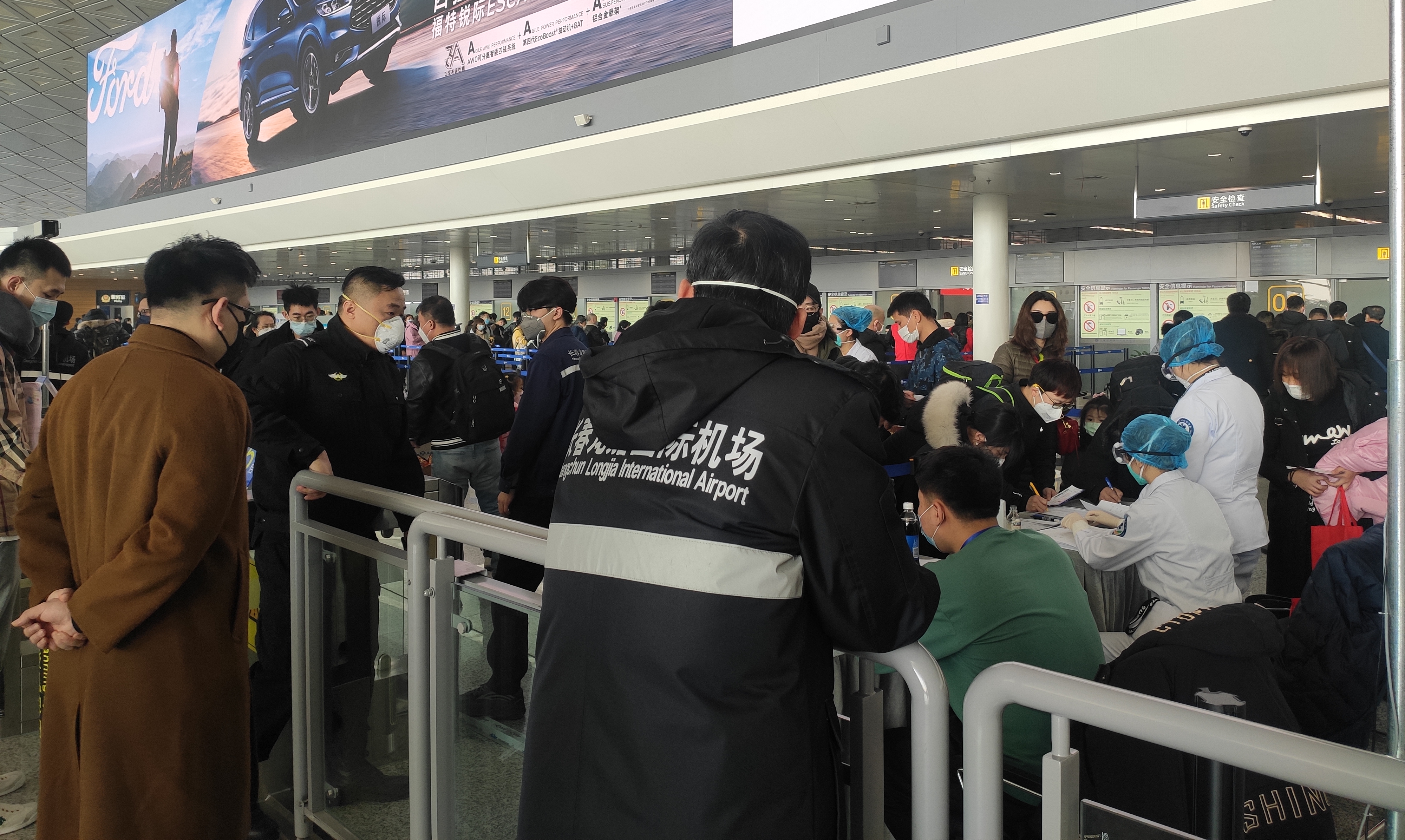
خضوع مسافرين يرتدون أقنعة للتحقق من درجة الحرارة في مطار تشانغتشون الدولي في شمال الصين.

قبل أن يبدأ الحجر الصحي، شكك البعض في ووهان بموثوقية الأرقام التي أعلنت عنها الحكومة الصينية، وباستجابة الحكومة أيضًا، مع دعوة بعض الأشخاص لفرض حجر صحي، وبمنشور أيضًا يظهر أشخاصًا مرضى وثلاث جثث مغطاة بملاءات بيضاء على الأرض في إحدى المشافي في 24 يناير رغم أن العديد من هذه المنشورات في ويبو حول الوباء قد حُذِفت منذ ذلك الحين.
نظرًا إلى إجراءات الحجر الصحي، سارع سكان ووهان إلى تخزين السلع والوقود والأطعمة الضرورية، فارتفعت الأسعار بشكل كبير. غادر 5,000,000 شخص ووهان، وغادر 9,000,000 شخص المدينة.
في 26 يناير، أعلنت مدينة شانتو في غوانغدونغ فرض إغلاق جزئي رغم أنه أُبطِل بعد ذلك بساعتين. سارع السكان إلى المتاجر لتخزين الأطعمة بمجرد إعلان الإغلاق الجزئي حتى أبطلت السلطات هذا القرار. قال كايسين إن صياغة إعلان شانتو الأولي كانت «صارمة بشكل غير مسبوق» ما سيؤثر بشدة على حياة السكان إن طُبِّق كما هو. وضّحت وزارة شانتو للسيطرة على التفشي لاحقًا أنها لن تقيد السفر، لكنها ستعقم المركبات المستخدمة للسفر.
في 26 يناير، أعلنت السلطات المحلية في بكين وعدة مدن كبيرة أخرى بما فيها هانغتشو، وغوانزو، وشانغهاي، وشنجن، أن هذه المدن لن تفرض إغلاقًا تامًا بشكل مشابه لما حدث في مقاطعة هوبي. كانت الشائعات المتعلقة بالإغلاق المحتمل قد انتشرت على نطاق واسع قبل الإعلان الرسمي. زعم المتحدث الرسمي باسم لجنة نقل بلدية بكين إن الطرق السريعة والمترو والباصات تعمل بشكل طبيعي. لتخفيف ذعر السكان، شددت حكومة مدينة هانغتشو أن المدينة لن تخضع لإغلاق تام عن باقي العالم، وقالت كلتا المدينتان إنهما ستقومان بإجراءات وقائية ضد المخاطر المحتملة.
في 2 فبراير 2020، فرضت مدينة ونجو في مقاطعة جيجانغ إغلاقًا جزئيًا إذ أغلقت 46 من أصل 54 نقطة تفتيش على الطريق السريع.
في 4 فبراير 2020، قيدت مدينتان إضافيتان في مقاطعة جيجانغ حركة السكان. بدأت مدينة تاي زهو، وثلاثة أحياء من هانغتشو، وبعض الأحياء في نينغبو بالسماح لشخص واحد فقط من كل منزل بالخروج مرة واحدة كل يومين لشراء الحاجات الضرورية، وذلك بحسب ما قاله مسؤولو المدينة. تأثر أكثر من 12 مليون شخص بهذه التقييدات الجديدة.
بحلول 6 فبراير 2020، كان إجمالي أربع مدن من مقاطعة جيجانغ هي: ونجو، وهانغتشو، ونينغبو، وتاي زهو، تحت نظام جواز السفر إذ تسمح فقط لشخص واحد من كل منزل بمغادرة منزله مرة واحدة كل يومين. طُبِّقت هذه التقييدات على أكثر من 30 مليون شخص.
خارج بر الصين الرئيسي، أُخضِعت بعض السفن السياحية للحجر الصحي بعد ظهور أعراض على بعض المسافرين على متنها أو إيجابية فحص سارس-كوف-19 لديهم. أُخضِعت سفينة كوستا سميرالدا لحجر صحي في 30 يناير خارج مدينة تشيفيتافيكيا في إيطاليا، بعد ظهور أعراض مشابهة لأعراض الإنفلونزا لدى المسافرين على متنها؛ رُفِع الحجر الصحي عندما أتت فحوصات الفيروس سلبية. أُخضِعت سفينتان إضافيتان لحجر صحي في 5 فبراير هما: سفينة أميرة الألماس في ميناء يوكوهاما، اليابان وسفينة حلم العالم التي عادت إلى هونغ كونغ بعد رفض دخولها مدينة كاوهسيونغ، تايوان. في كلتا الحالتين، ثبتت إصابة المسافرين والطاقم. في 10 فبراير، سُمِح لمسافرين على سفينة حلم العالم بالمغادرة «دون الحاجة إلى حجر أنفسهم صحيًا بعد المغادرة». بقيت سفينة أميرة الألماس محجورة صحيًا مع وجود 136 حالة مؤكدة على متنها اعتبارًا من 10 فبراير. على الرغم من الحجر الصحي لم يُرفَع تمامًا، سُمِح لنحو 500 مسافر لم يُشخَّصوا بالفيروس بالمغادرة في 19 فبراير 2020. رغم عدم إخضاعها لحجر صحي، رفضت عدة موانئ دخول سفينة إم إس ويسترام وذلك بعد مغادرتها هونغ كونغ في 1 فبراير.

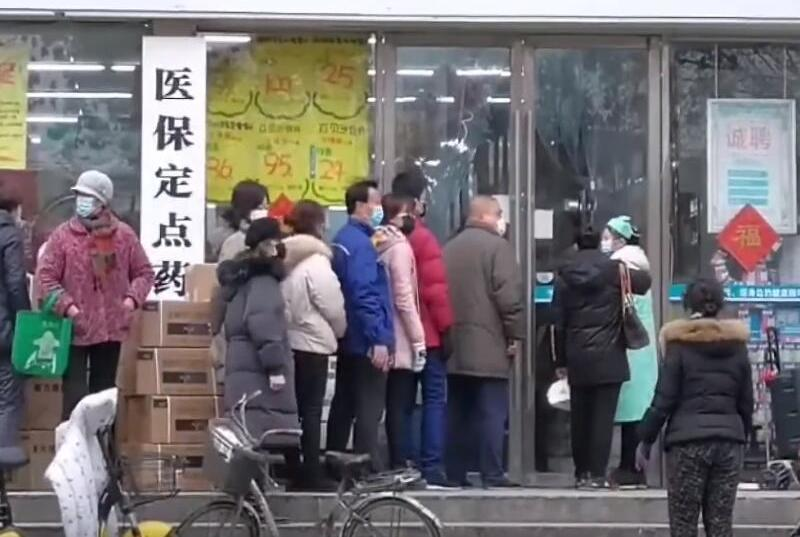
اصطفاف الناس خارج صيدلية في ووهان لشراء أقنعة الوجه ومستحضرات طبية.
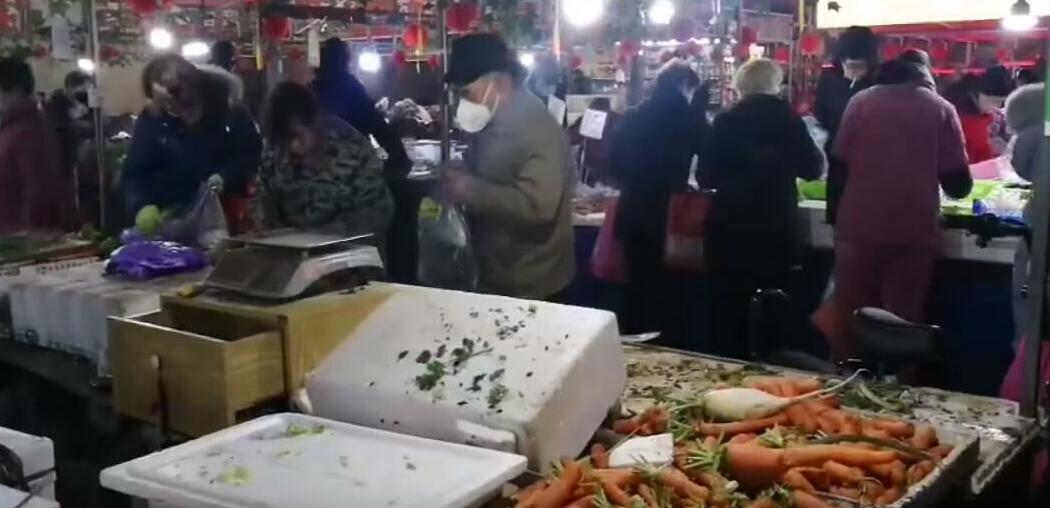
إسراع سكان ووهان مرتدين أقنعة للأسواق القريبة لشراء الخضار والأطعمة الأخرى في 23 يناير خلال تفشي الفيروس.
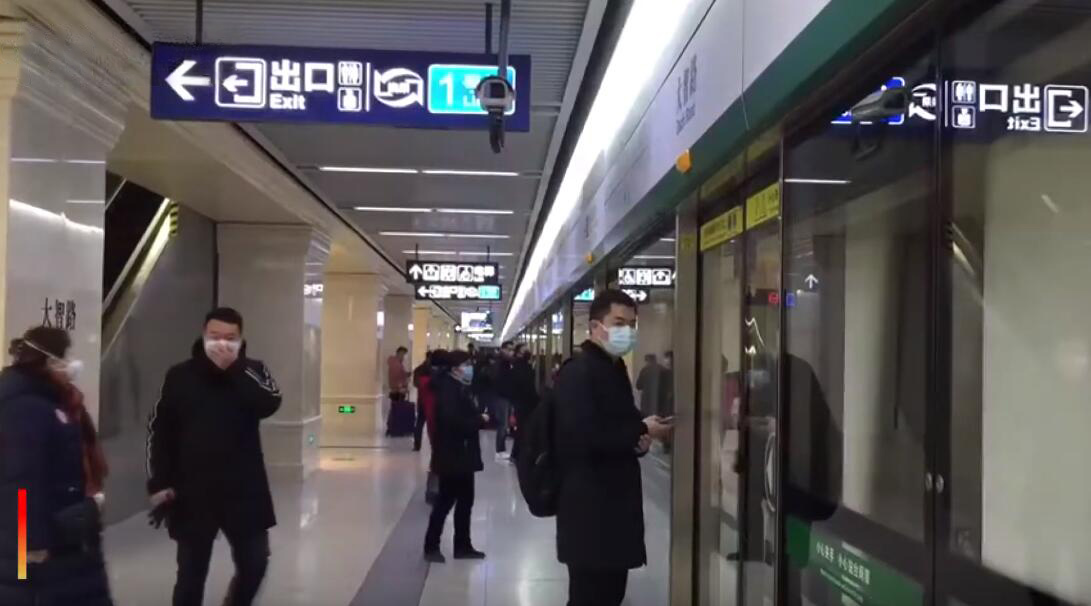
انتظار سكان ووهان آخر قطار في مترو المدينة في الساعة العاشرة صباحًا يوم 22 يناير.

#### القيود الخارجية
في 1 فبراير، فرضت مدينة هوانغقانغ في مقاطعة هوبي تدبيرًا يٌسمَح فيه لشخص واحد فقط من كل منزل بالخروج للتزوّد بالمؤمن مرة واحدة فقط كل يومين ما عدا الخروج لأسباب طبية أو للعمل في المتاجر أو الصيدليات.

#### المستشفيات المتخصصة
جرى بناء مشفى تخصصي اسمه مشفى هوو شين شان كتدبير أساسي في وجه تفشي فيروس كورونا ولحجر المرضى صحيًا بشكل أفضل. طلبت حكومة مدينة ووهان من شركة تملكها الحكومة أن تبني المشفى «بأقصى سرعة» بالمقارنة مع تلك التي بنيت عند تفشي السارس عام 2003. في 24 يناير، حددت سلطات مدينة ووهان مخططاتها قائلة بأنها خططت لبناء مشفى خلال 6 أيام من الإعلان، وسيكون المشفى جاهزًا للاستخدام في 3 فبراير. عند الافتتاح، احتوى المشفى التخصصي 1000 سرير وشغل مساحة تصل حتى 30,000 مترًا مربعًا. تبع المشفى نموذج مشفى Xiaotangshan المبني من أجل تفشي السارس عام 2003 وكان قد بُني خلال 7 أيام فقط. أفادت وسائل الإعلام الحكومية بأنه كان هناك 7,000 عامل وقرابة 300 وحدة من آلات البناء في موقع البناء في الذروة.
في 24 يناير 2020، أعلنت السلطة أنها ستحوّل مبنى فارغًا في حي هانغتشو في مدينة هوانغقانغ إلى مشفى بسعة 1000 سرير سُمّي المركز الطبي الإقليمي لجبل دابي. بدأ 500 شخص العمل في اليوم التالي، وبدأ البناء يقبل مرضى في 28 يناير الساعة 10:30 مساءً. في ووهان، استغلت السلطات المهاجع والمكاتب والمشافي لتوفير عدد أكبر من الأسرّة للمرضى. في 25 يناير، أعلنت السلطات مخططاتها المتعلقة بمشفى لي شين شان، وهو مشفى تخصصي آخر بسعة 1,600 سرير، وقُرِّر أن تبدأ العمليات بحلول 6 فبراير. عبّر بعض الناس عن قلقهم من خلال خدمات وسائل التواصل الاجتماعي إذ قالوا إن قرار السلطات ببناء مشفى آخر خلال وقت قليل كهذا أظهر أن شدة التفشي قد تكون أسوأ بكثير من المتوقع. افتتِح المشفى في 8 فبراير.

بني إجمالي 14 مشفى مؤقت في كل الصين، لكن أُبلِغ عن إغلاقها جميعًا بعد احتواء الأزمة في 10 مارس 2020.

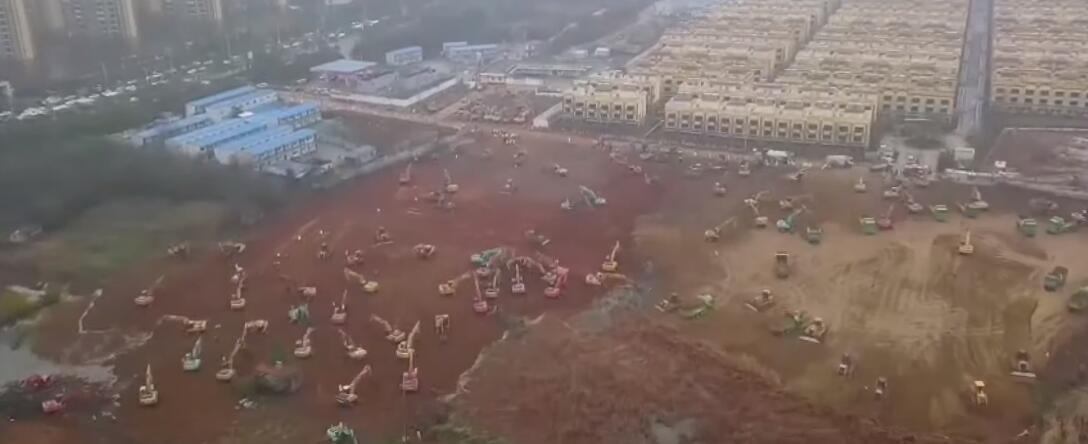
موقع بناء مشفى هوو شين شان كما كان يبدو يوم 24 يناير

#### المساعدة الطبية بين المقاطعات
ابتداءً من 16 فبراير، ذهب 217 فريق يتألف من 25,633 عاملًا طبيًا من كل أرجاء الصين إلى مدينة ووهان والمدن الأخرى في مقاطعة هوبي للمساعدة في افتتاح عدد أكبر من المنشآت ومعالجة المرضى.

#### الرقابة وردود فعل الشرطة

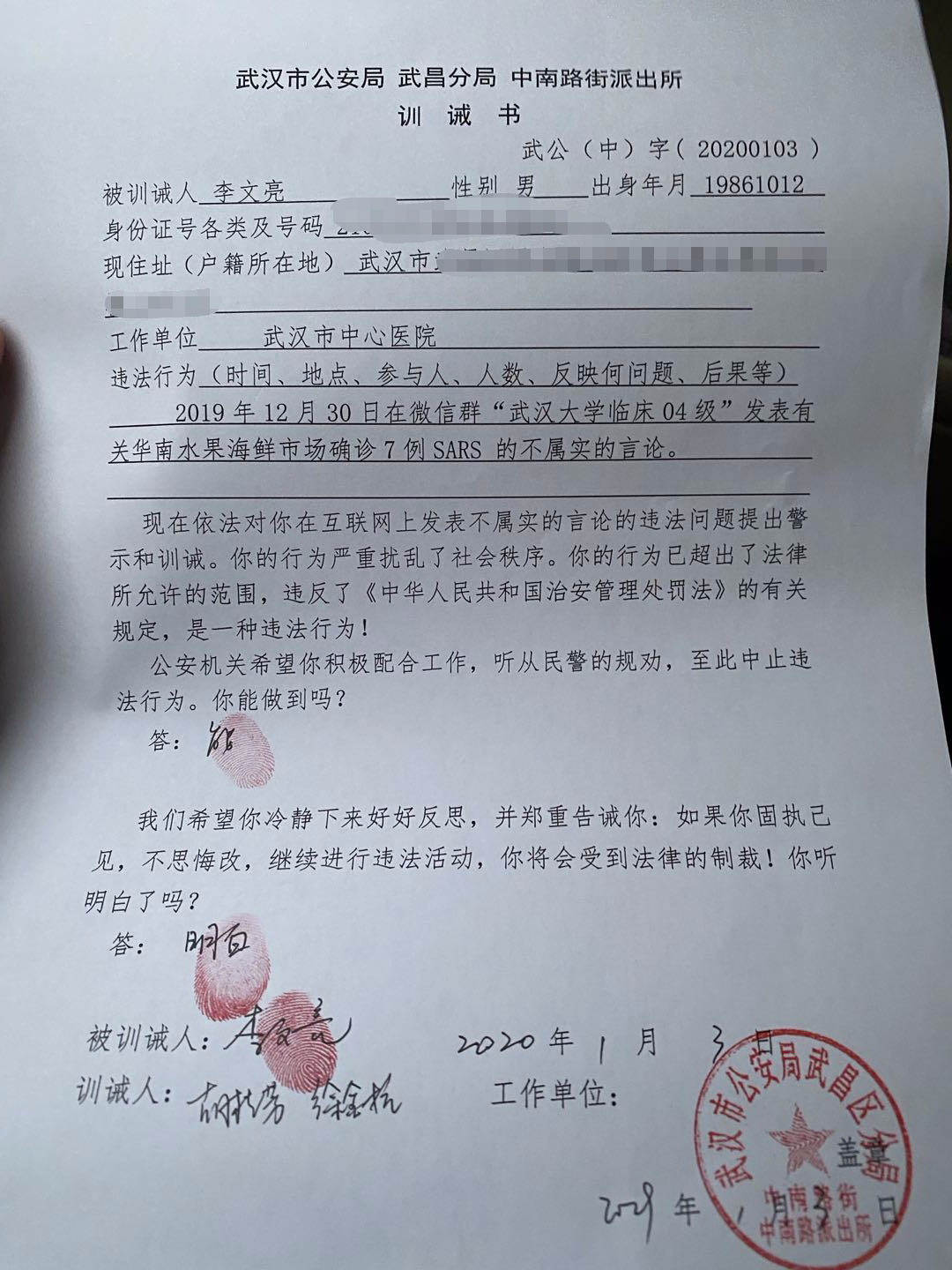
وثيقة أصدرتها شرطة ووهان تأمر الطبيب لي وين ليانغ بالتوقف عن «نشر الشائعات» حول وجود محتمل لفيروس السارس بتاريخ 3 يناير.

انتقِدت ردود الفعل الباكرة التي قامت بها سلطات المدينة مثل إعطاء الأولوية للسيطرة على المعلومات التي لا يرغب بها المسؤولون المحليون فيما يتعلق بالأمان الصحي، انتقِدت الصين أيضًا للتقليل من شأن الاكتشاف الأولي لتفشي الفيروس وشدته. بحلول الوقت الذي أبلغت فيه الصين منظمة الصحة العالمية بفيروس كورونا الجديد في 31 ديسمبر 2019، كانت صحيفة نيويورك تايمز قد أفادت أن الحكومة ما تزال تبقي «مواطنيها في الظلام». عزا مراقبون ذلك إلى البنية المؤسساتية الرقابية على صحافة البلد والإنترنت، وتفاقم الوضع عند قمع الزعيم الأوحد في الصين (شي جين بينغ) الإشرافَ المستقل مثل الصحافة ووسائل التواصل الاجتماعي ما أوصل للمسؤولين الكبار معلومات غير صحيحة حول التفشي، و«ساهم ذلك أيضًا في زيادة فترة التقاعس التي سمحت للفيروس بالانتشار». لاحظت منظمة هيومان رايتس ووتش أيضًا رقابة السلطات على منشورات وسائل التواصل الاجتماعي التي كانت تنشرها عائلات المصابين الذين كانوا يحاولون البحث عن المساعدة بالإضافة إلى الناس الذين يعيشون في مدن محاصرة وكانوا يوثّقون حياتهم اليومية وسط الإغلاق التام الذي خضعوا له.
ألقت شرطة ووهان القبض على مجموعة من ثمانية أطباء من بينهم لي وين ليانغ، طبيب العيون من مشفى ووهان المركزي الذي نشر في أواخر ديسمبر تحذيرات حول وجود سلالة من فيروس كورونا الجديد تشبه السارس، وهددتهم بالمقاضاة بتهمة «نشر الشائعات» بتشبيه المرض بالسارس. توفي لي وين ليانغ لاحقًا جراء هذا المرض في 7 فبراير، وقد أشيد به على نطاق واسع باعتباره المُبلِّغ عن المخالفات التي تحدث في الصين، لكن حُظِرت بعض الهاشتاجات الشائعة في الصين على ويبو مثل «تدين حكومة ووهان للطبيب لي وين ليانغ باعتذار» و«نريد حرية التعبير». حدث غضب شعبي في أعقاب وفاته، وقد وُصِف بأنه «واحد من أكبر موجات انتقاد الحكومة على الإنترنت خلال سنوات»، ولم يكن ذلك موضوعًا يُسمَح بتغطيته. أرسلت أحد منافذ وسائل الإعلام إشعارات لمحررين، وسربت تقارير لمراسلين طالبة منهم أن يحجموا عن «التعليق أو التخمين» وإعطاء التعليمات «بعدم استخدام الهاشتاج وترك الموضوع يتلاشى تدريجيًا من قائمة البحث الساخن، والحماية من المعلومات الضارة».
في 20 يناير، أدلى الأمين العام للحزب الشيوعي الصيني شي جين بينغ بتصريحه الأول حول تفشي الفيروس وتحدث عن «الحاجة لتحرير المعلومات في وقتها». بعد ذلك بيوم واحد، كتبت لجنة الشؤون السياسية والقانونية المركزية للحزب الشيوعي الصيني -وهي أقوى هيئة سياسية في الصين تشرف على الشرطة وتطبيق القانون- أن «خداع الذات يزيد الوباء سوءًا ويحول الكارثة الطبيعية التي كانت قابلة للسيطرة إلى كارثة من صنع الإنسان بتكلفة أكبر» و«يمكن فقط للانفتاح أن يقلل الهلع إلى أقصى درجة». ثم أضافت اللجنة أن «أي شخص يؤخر الإبلاغ عن حالات عمدًا أو يخفيها لمنفعة ذاتية سيُسمَّر على عمود من العار إلى الأبد». وجه شي جين بينغ لاحقًا السلطات «لتعزيز توجيه الرأي العام»، وهي لغة يراها البعض دعوة للرقابة بعد أن أصبح التعليقات على وسائل التواصل الاجتماعي أكثر انتقادًا وغضبًا من الحكومة بسبب الوباء. في 30 يناير، وجهت المحكمة الشعبية العليا في الصين توبيخًا نادر الحدوث لقوات الشرطة في البلاد واصفة «القمع القاسي وغير المبرر للشائعات على الإنترنت» بأنه يقلل من ثقة العامة. قال القاضي في المحكمة الشعبية العليا تانغ شينغ إنه لو كانت الشرطة قد تساهلت في تعاملها مع الشائعات وسمحت للعامة بها، كان يمكن أن يحدث تبنٍّ أبكر «لإجراءات مثل ارتداء الأقنعة، والتطهير الصارم، وتجنب أسواق الحيوانات البرية»، وهذا بدوره كان يمكن أن يكون مفيدًا في التصدي لانتشار الوباء.
ضمن النهج المُنقسِم الذي اتخذته الحكومة المركزية «لاحتواء السخط»، سُمِح للمواطنين بنقد المسؤولين المحليين طالما أنهم «لا يشككون في الشرعية الأساسية للحزب». أعلنت إدارة الفضاء الإلكتروني نيتها في تبني «جو جيد فيما يخص الإنترنت»، مع إرسال إدارة الفضاء الإلكتروني الصينية ملاحظات لمنصات الفيديو لتشجيعهم على عدم نشر أي قصة سلبية، وعدم إجراء أي بث غير رسمي فيما يخص الفيروس. طُبِّق مبدأ مراقبة الرقابة على المقالات الإخبارية ومنشورات وسائل التواصل الاجتماعي التي يُعتقد أنها تحمل نغمات السلبية حول فيروس كورونا ورد الفعل الحكومي بما في ذلك منشورات تسخر من شي جين بينغ لعدم زيارته مناطق الوباء، ومقالة توقعت وجود تأثيرات سلبية للوباء على الاقتصاد، ومطالبات بعزل مسؤولي الحكومة المحلية. رغم أن الرقابة قد تناقصت لفترة وجيزة ما أعطى «مدة نحو أسبوعين كان فيها الصحفيون الصينيون قادرين على نشر قصص قاسية تفضح سوء تعامل المسؤولين مع فيروس كورونا الجديد»، منذ ذلك الحين طُلِب من قنوات الأنباء الخاصة استخدام «دعاية مُخطَّط لها ومسيطر عليه» بموافقة السلطات.

#### الموافقة على الردود الصينية
أشاد بعض القادة الأجانب برد فعل الصين على الفيروس بالمقارنة مع رد فعلهم على تفشي السارس عام 2003. شكر الرئيس الأمريكي ترامب الزعيم الصيني شي جين بينغ «نيابة عن الشعب الأمريكي في 24 يناير على تويتر، إذ قال إن «الصين تعمل بجد لاحتواء فيروس كورونا. وإن الولايات المتحدة تقدّر جهودهم وشفافيتهم بشدة»، وصرّح أن «كل شيء سينجح». قال وزير الصحة الألماني ينس شبان في مقابلة على قناة بلومبيرغ إنه بالمقارنة مع رد فعل الصين على السارس عام 2003. «هناك اختلاف كبير عما حدث مع السارس. الصين شفافة أكثر بكثير الآن. الإجراءات التي اتخذتها الصين في الأيام الأولى أكثر فعالية بكثير». أشاد أيضًا بالتعاون الدولي والتواصل فيما يخص التعامل مع الفيروس. في رسالة إلى شي جين بينغ، أشادت رئيسة سنغافورة حليمة يعقوب «بالإجراءات السريعة والحاسمة والشاملة التي اتخذتها الصين» لحماية صحة الشعب الصيني، بينما أشار رئيس الوزراء لي هسين لونغ إلى «استجابة الصين الحاسمة والصارمة» في المجتمعات التي أصابها الفيروس. وقد عبر الرئيس الروسي فلاديمير بوتين عن مشاعر مماثلة.
في قداس يوم الأحد في ميدان القديس بطرس في مدينة الفاتيكان في 26 يناير، أشاد البابا فرنسيس «بالالتزام الكبير الذي أبداه المجتمع الصيني في مواجهة هذا الوباء» وبدأ صلاة ختامية من أجل «المصابين بالفيروس الذي انتشر في الصين».

## في دول أخرى

### آسيا

#### كوريا الجنوبية

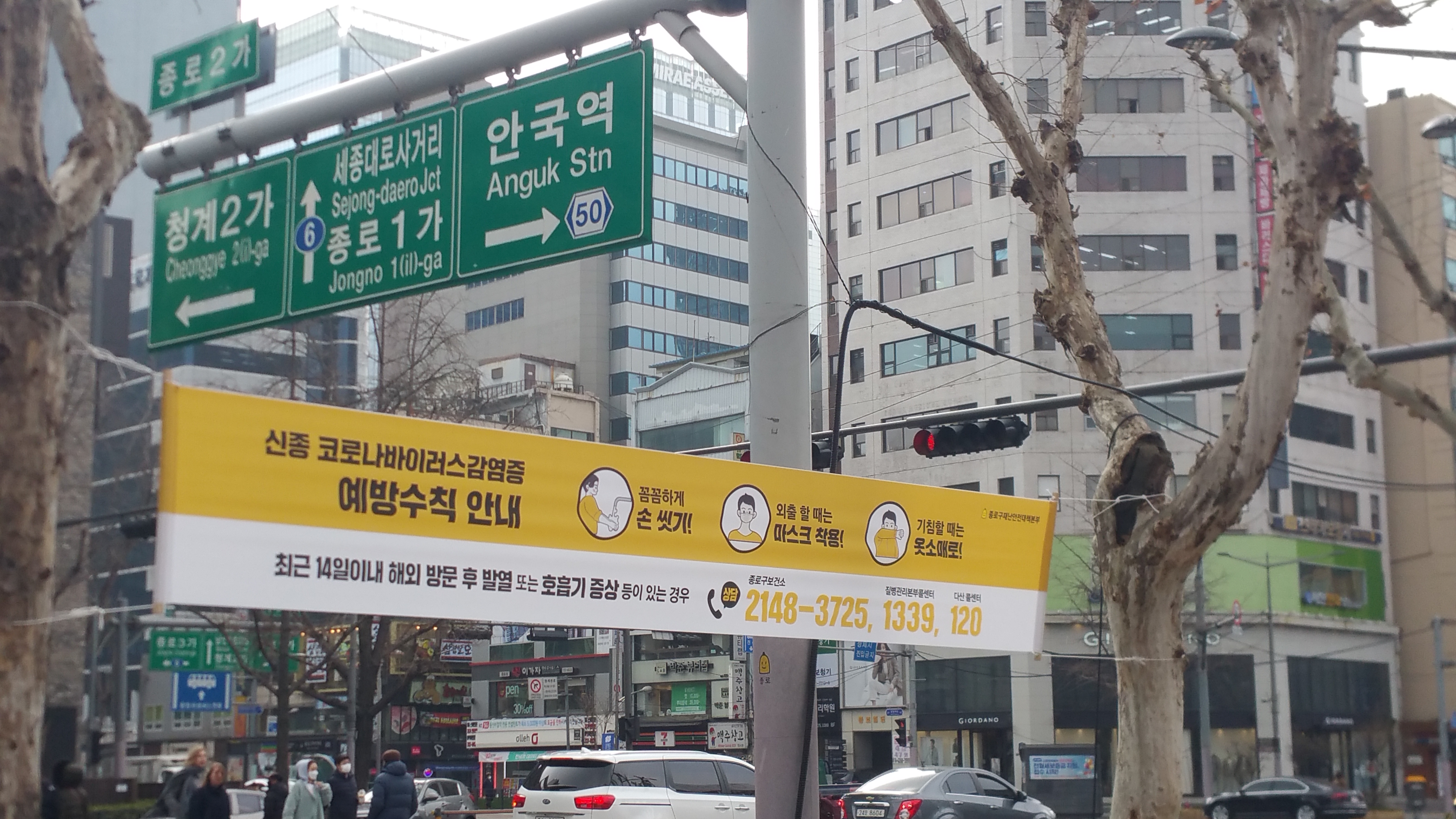
لافتة لنصائح الوقاية من عدوى فيروس كورونا في مدينة سول بكوريا الجنوبية

كُشفت أول حالة مؤكدة لفيروس كورونا لدى امرأة صينية تبلغ من العمر 35 عامًا في 20 يناير. أُصيب أول مواطن كوري جنوبي بعدها بثلاثة أيام وكان رجلًا يبلغ من العمر 55 عامًا يعمل في ووهان وكان قد عاد إلى كوريا وراجع العيادة بشأن أعراض الإنفلونزا. أُعلِن عن تقريري العدوى في 24 يناير. كان المريض السادس هو الحالة الأولى في كوريا الجنوبية ممن لم يزوروا ووهان قط، إذ التقط الرجل البالغ من العمر 56 عامًا الفيروس لدى زيارته أحد المطاعم مع المريض الثالث.
جرى فحص امرأة كانت قد عادت من تايلاندا بعد عطلة دامت خمسة أيام وجاءت النتيجة إيجابية لتصبح الحالة السادسة عشر في 4 فبراير. أُكدت ثلاث حالات أخرى في 5 فبراير، وبذلك بلغ مجموع عدد الحالات 19 حالة. كان المريض السابع عشر والتاسع عشر قد حضرا مؤتمرًا في سنغافورة وكانا على اتصال بشخص مصاب هناك. وفي نفس اليوم أعلنت مراكز كوريا للسيطرة على الأمراض والوقاية منها (كاي سي دي سي) أن المريض الثاني قد خُرِّج من المستشفى بعد أن جاءت النتيجة سلبية في اختبارات متتالية ليصبح أول مريض في البلاد قد تعافى من إصابة فيروس كورونا.
في 19 فبراير، ارتفع عدد الحالات المؤكدة إلى 20 حالة. وفي 20 فبراير أُكِّدت 70 حالة جديدة، ليصبح إجمالي الإصابات 104 حالات مؤكدة، وفقًا لما ذكره مركز (كاي سي دي سي). وحسب وكالة رويترز فإن مركز (كاي سي دي سي) قد عزا القفزة المفاجئة إلى 70 حالة بارتباطها بـ«المريض رقم 31» الذي كان قَدْ اشترك في تجمع في مدينة دايغوفي كنيسة شينتشونجي ليسوع في معبد خيمة الشهادة.
في 20 فبراير، أمست شوارع دايغو خالية استجابةً على تفشي شينتشونجي. ووصف أحد السكان ردة الفعل قائلًا «وكأن شخصًا ما ألقى بقنبلة في وسط المدينة. يبدو الأمر مثل زومبي نهاية العالم» أُبلِغ عن الوفاة الأولى في الجناح النفسي من مستشفى تشونغدو داينام في مقاطعة تشونغدو. ووفقًا لما ذكره عمدة دايغو، فقد بلغ عدد الحالات المشتبهة حتى 21 فبراير 544 حالة من بين 4400 من رُواد الكنيسة المفحوصين. ويشتبه في أن المستشفى هو مصدر التفشي الحالي بعد أن زارته امرأة أصبحت ثاني حالة وفاة في كوريا ذلك اليوم. وقد انتشرت العدوى إلى الخارج من خلال مراسم جنازة حضرها أعضاء الكنيسة.
جميع القواعد العسكرية الكورية الجنوبية كانت في حالة إغلاق تام بعد أن أكدت الاختبارات أن ثلاثة جنود كانت فحوصات الفيروس لديهم إيجابية دون شكّ. قطعت شركات الطيران الاتصالات وأُلغيت الفعاليات الثقافية بسبب مخاوف من تفشٍّ آخر. رفعت القوات الأمريكية في كوريا مستوى التأهب من منخفض إلى متوسط، وأوقفت السفر غير الضروري من قاعدة دايغو العسكرية للقوات الأمريكية في كوريا وإليها وأُغلقت مرافق مدرسة قاعدة دايغو الأمريكية العسكرية، وأصدِرت أوامر للموظفين غير الأساسيين بالتزام المنزل في الوقت الذي لم يُسمح لأي زائر بالدخول. أعلنت قاعدة دايغو العسكرية تشخيص إصابة أرملة أحد الجنود المتقاعدين الذي كان في دايغو بإصابتها بالفيروس في 24 فبراير. سنَّت قاعدة كامب هومفريس العسكرية بروتوكولات للكشف عن الفيروس بما في ذلك فحص درجات الحرارة ورفعت مستوى التأهب إلى الأعلى. في 26 فبراير، شُخِّصت إصابة جندي أمريكي كان يعمل في قاعدة كامب كارول ووضِع في الحجر الصحي بعيدًا عن القواعد في وحدة سكنية خارج القاعدة مع اقتفاء أثر المخالطين له عبر تحركاته إلى قاعدة كامب ووكر.
حتى تاريخ 22 فبراير، أبلغ 1261  شخص من بين 9336 من روّاد الكنيسة عن أعراض لديهم. أُكِّد بحلول ذلك الوقت 169 حالة متعلقة بالكنيسة و 111 حالة أخرى جاءت من مستشفى تشونغدو داينام. شهد يوم 23 فبراير 123 حالة أخرى مع 75 حالة من كنيسة شينتشونجي، وشهد يوم 24 فبراير 161 حالة إضافية مع 129 حالة من مجموعة الكنيسة. فُحِص أكثر من 27000 شخص للكشف عن الفيروس مع تسجيل 19127 نتيجة سلبية.
في 24 فبراير، فرضت الدول قيودًا على السفر من كوريا الجنوبية وإليها. أفادت التقارير بأن أحد كبار مسؤولي الصحة المشرفين على كوفيد-19 في دايغو قد شُخِّصت إصابته وكان عضوًا أيضًا في كنيسة شينتشونجي. وفي غضون أيام قليلة، وقّع أكثر من 750 ألف شخص على عريضة التماس إلى رئيس الدولة تحث على حل الكنيسة. وفي 28 فبراير، أُفيد عن أكثر من 2000 حالة مؤكدة لترتفع حصيلة الإصابات إلى 3150 حالة في 29 فبراير.

#### كوريا الشمالية
تنفي كوريا الشمالية رسميًا أي إصابة داخل حدودها، لكن تقارير إخبارية تقدر ما لا يقل عن 180-200 وفاة بين صفوف الجيش وحده دون إحصاء الوفيات بين صفوف السكان المدنيين. ولا يوجد أي تقدير للمصابين فقط. ويُعاقب قادة الجيش على أي وفيات في صفوف الجيش.

#### الهند
نقلت الحكومة الهندية 324 من مواطنيها جوًا من الصين في 31 يناير و1 فبراير عبر رحلات طيران الهند المستأجرة الخاصة. بعد رفض باكستان إجلاء طلابها من ووهان، عرضت الحكومة الهندية دعمها بإجلائهم مع مواطني الدول المجاورة الأخرى. وفي 17 فبراير، أعلنت الهند عن رحلة خاصة على متن طيارة طراز «بوينغ سي-17 غلوب ماستر 3» تحمل إمدادات طبية لدعم الصين في ووهان وإخلاء مواطني الهند والبلدان المجاورة. وفي نهاية المطاف أخلت الهند 647 شخصًا من بينهم مواطنون من جزر المالديف وبنغلاديش.
في 15 مارس، وبعد مؤتمر عبر الفيديو لزعماء رابطة جنوب آسيا للتعاون الإقليمي، خصص رئيس الوزراء ناريندرا مودي 74 كرور روبية هندية (10 ملايين دولار أمريكي) من الأموال المخصصة على أنها صندوق طوارئ كوفيد-19 لبلدان رابطة جنوب آسيا للتعاون الإقليمي.
أغلقت الهند جميع حدودها البرية الدولية كإجراء احترازي اعتبارًا من 16 مارس.
في 22 مارس، قررت حكومة الهند إغلاق 82 منطقة بالكامل في 22 ولاية وأقاليم اتحادية في البلاد حيث أُبلِغ عن حالات مؤكدة حتى 31 مارس مع استمرار الخدمات والسلع الأساسية. وُضِعت 80 مدينة بما في ذلك مدن كبرى مثل بنغالور وتشيناي ودلهي ومومباي وكولكاتا تحت الإغلاق التام.

#### إيران

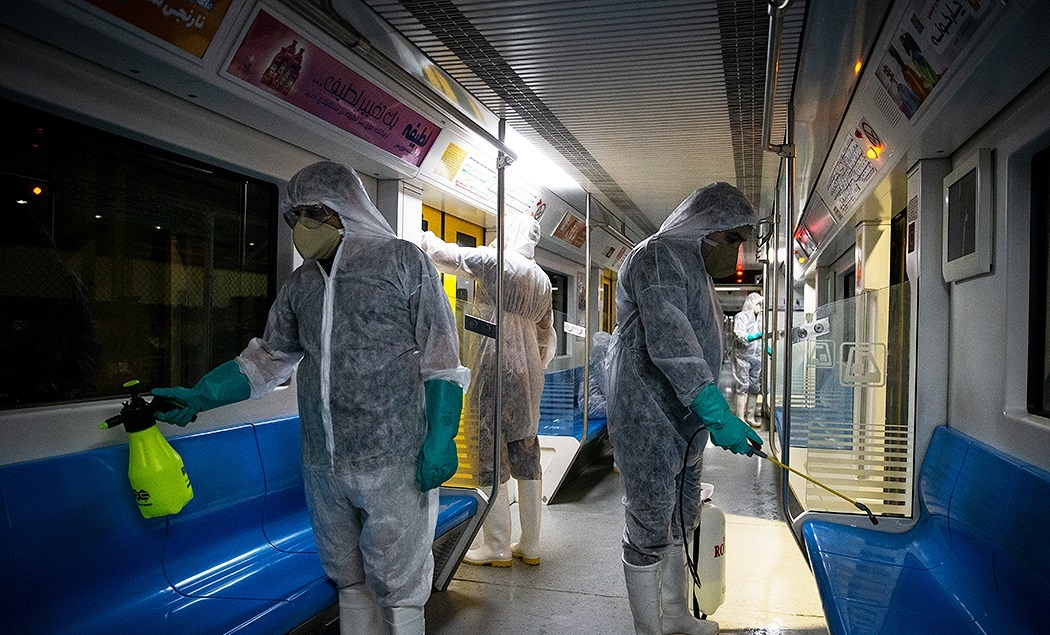
تطهير عربات مترو أنفاق طهران ضد فيروس كورونا

أبلغت إيران عن أول إصابتين مؤكدتين بمرض سارس-كوف-2 في 19 فبراير 2020 في مدينة قم حيث توفي كلاهما في وقت لاحق من ذلك اليوم حسبما أفادت وزارة الصحة والتعليم الطبي.
شملت الإجراءات المبكرة التي أعلنتها الحكومة إلغاء الحفلات الموسيقية وغيرها من الفعاليات الثقافية والأحداث الرياضية وصلوات الجمعة وإغلاق الجامعات وخصصت 5 تريليون ريال لمكافحة الفيروس. صرّح الرئيس حسن روحاني في 26 فبراير 2020 بأنه لا توجد خطط لحجر المناطق المتأثرة بتفشي الفيروس، وأنه سيتم عزل الأفراد فقط. ومع ذلك، بقيت مزارات الشيعية في مدينة قم مفتوحة أمام الحجاج.
أصبحت إيران مركزًا لانتشار الفيروس بعد الصين. وسط مزاعم التستر على انتشار المرض في البلاد، تتبعت أكثر من عشرة دول حالات الإصابة لديها ووجدت أنها تعود إلى إيران، ما يشير إلى أن مدى انتشار المرض قد يكون أكثر حدة مما اعترفت به الحكومة الإيرانية. أُغلق البرلمان الإيراني مع إصابة 23 من أصل 290 عضوًا في البرلمان في 3 مارس. توفي عدد من كبار المسؤولين الحكوميين إضافة إلى عضوين في البرلمان بسبب المرض.

#### اليابان
في 27 فبراير 2020، طلب رئيس الوزراء شينزو آبي إغلاق جميع مدارس المستوى الابتدائي والإعدادي والثانوي حتى أوائل أبريل للمساعدة على احتواء الفيروس.
شكّل تفشي المرض مصدر قلق للألعاب الأولمبية الصيفية لعام 2020 المقرر قيامها في طوكيو اعتبارًا من نهاية يوليو. ولذلك فإن الحكومة اليابانية تتخذ احتياطات إضافية للمساعدة على تخفيض أثر تفشي المرض لحدوده الدنيا.

#### الفلبين
وقعت أول وفاة بمرض كوفيد-19 خارج الصين في الفلبين في 21 يناير. حتى 14 مارس 2020، بلغ عدد الحالات المؤكدة في البلاد 64.
في 9 مارس 2020، أوقف الرئيس رودريغو دوتيرتي فصل درجات السفر في حاضرة مانيلا الكبرى من 10 إلى 15 مارس.
مُدِّد تعليق فصل الدرجات في مانيلا حتى 12 أبريل 2020 بعد قرار السلطات المعنية برفع مستوى التأهب في البلد في إطار كوفيد-19 إلى الرمز الأحمر مستوى فرعي 2. وجرى تعليق العمل في الفرع التنفيذي للحكومة لنفس الفترة ضمن إجراءات التباعد الاجتماعي الصارمة في منطقة العاصمة الوطنية (إن سي آر) مع توجيه الوكالات الحكومية المعنية إلى تشكيل قوى هيكلية لضمان تقديم الخدمات الأساسية. شُجِّع الكونغرس والسلطة القضائية على القيام بالشيء ذاته. أُوعِز إلى الوكالات التي تقدم خدمات تطبيق القانون والخدمات الصحية وخدمات الطوارئ العمل بكامل طاقتها.
تشمل التوجيهات البارزة الأخرى الواردة في قرار اتخذته فرقة العمل المشتركة بين الوكالات والمعنية بالأمراض المعدية الناشئة، حسب إعلان الرئيس الفلبيني في 12 مارس 2020 في قاعة الأبطال في قصر مالاكانانغ:
1. حظر التجمعات الجماهيرية التي من شأنها أن تؤدي إلى إجهاد موارد المجتمع المضيف.
2. فرض الحجر الصحي على محطة مترو مانيلا مع توجيهات صادرة إلى وحدات الحكومة المحلية خارج مترو مانيلا لفرض الحجر الصحي على المجتمع المحلي في مناطقها
3. تشجيع ترتيبات العمل المرنة للقطاع الخاص، وإخضاع المبادئ التوجيهية الصادرة عن إدارة التجارة والصناعة وإدارة العمل والعمالة.
4. استمرار تشغيل وسائل النقل العام داخل مانيلا (السكك الحديدية الخفيفة LRT ومترو السكك الحديدية MRT والسكك الحديدية الوطنية الفلبينية PNR)، وكذلك منشآت التصنيع والتجزئة والخدمات لكن بشرط فرض التباعد الاجتماعي الصارم.
5. تعليق السفر البري والجوي والبحري المحلي من مترو مانيلا وإليه، من 15 مارس إلى 12 أبريل 2020.

في 13 مارس 2020، أصدر الأمين التنفيذي سلفادور ميديالديا مذكرة تتضمن المبادئ التوجيهية لإجراءات التباعد الاجتماعي الصارمة وإدارة كوفيد-19 في منطقة العاصمة الوطنية بأمر صادر عن الرئيس. ومن بين التوجيهات الواردة في المذكرة ما يلي:
- تعليق الفصول وجميع الأنشطة المدرسية حتى 14 أبريل 2020.
- حظر التجمعات الجماهيرية بما فيها «عروض الأفلام والحفلات الموسيقية والأحداث الرياضية وغيرها من الأنشطة الترفيهية والتجمعات المجتمعية والتجمعات غير الضرورية المتعلقة بالعمل».
- فرض تباعد اجتماعي صارم -متر واحد على الأقل بين الحاضرين وفيما بينهم- في أثناء الاجتماعات والأنشطة الدينية الأساسية.
- الأحكام المتعلقة بترتيبات العمل البديل و/أو المرن.[70]

في 16 مارس، وقع الرئيس على البيان رقم 929 الذي أعلن حالة كارثة وطنية في جميع أنحاء البلاد مدة ستة أشهر، مُدخلًا حيز التنفيذ ما يلي:
- مراقبة أسعار الاحتياجات والسلع الأساسية.
- منح قروض دون فوائد.
- توزيع أموال الكوارث.
- السماح باستيراد التبرعات واستلامها.
- تخصيص مبلغ بدل خطر للعاملين في مجال الصحة العامة وموظفي الحكومة في ميادين العلم والتكنولوجيا.[71][72]

بعد الزيادة الحادة في الحالات المؤكدة في 23 مارس 2020، دعا الرئيس دوتيرتي الكونغرس إلى عقد جلسة خاصة «لتفويض الرئيس بممارسة السلطات اللازمة لتنفيذ تدابير عاجلة لتلبية حالة الطوارئ الوطنية الحالية المرتبطة بمرض كوفيد-19». في 23 مارس 2020، عقد كل من مجلس الشيوخ الفلبيني ومجلس النواب الفلبيني جلسات خاصة لمناقشة هذا التدبير.

#### لوزون
في 16 مارس، وضع الرئيس دوتيرتي جزيرة لوزون تحت الحجر الصحي المجتمعي «المعزز» الذي زاد من تقييد حركة الناس من خلال تعليق وسائل النقل العام الجماعي وإغلاق المنشآت غير الأساسية. وسمح بإسناد العمليات التجارية إلى مصادر خارجية وسمح للأعمال التجارية الموجهة نحو التصدير بمواصلة العمل تحت شروط معينة. وقد صدرت أوامر للوكالات الحكومية المعنية تنص على توفير تدابير النهوض الاجتماعي.
في وقت لاحق أعلنت شركة سان ميغيل كوربوريشن أن منشآتها الخاصة بالغذاء والوقود وتوليد الطاقة سوف تستمر في العمل من أجل توفير الخدمات الأساسية. قدّم نائب الرئيس والرئيس والرئيس التنفيذي للعمليات «رامون إس. أنغ» ضمانات بقدرة الشركة على إنتاج إمدادات غذائية كافية والتزامها بمواصلة دفع أجور موظفيها.

#### المنطقة الأولى - منطقة إيلوكوس
بدءًا من 14 مارس 2020، لم تكن هناك حالات مؤكدة تتعلق بكوفيد-19 في منطقة إيلوكوس، قُبل 10 أشخاص قيد التحقيق (PUIs)، وفُرّغت 25 من هذه المؤسسات.

#### مقاطعة إيلوكوس نورت
في 13 مارس 2020، أصدر حاكم إيلوكوس نورت ماثيو ماركوس مانوتوك الأمر التنفيذي رقم 59-20 القاضي بإيقاف الفصول الدراسية في المؤسسات الخاصة والعامة حتى إشعار آخر وأوكلت الواجبات لمسؤولي/مديري المدارس والآباء/الأوصياء باعتماد تدابير بديلة لإتمام المنهج والمشاركة فيه. وفي 14 مارس 2020، وقّع على الأمر التنفيذي رقم 60-20 الذي وضع الإقليم تحت الحجر الصحي المجتمعي. أدى القرار إلى تنشيط فرقة المهام سالون أت، التي كانت قد أنشئت في السابق بموجب الأمر التنفيذي رقم 51-20. وبموجب أحكام الأمر التنفيذي رقم 60-20، مُنحت فرقة المهام سالون أت سلطة على المقاطعة لرفض دخول أفراد معينين بناء على معايير محددة في الأمر، والتحقق من الأفراد الساعين إلى الدخول ممن يستلزمون تصريحًا وتصديقًا وحجرًا صحيًا ومراقبة. تضمن الأمر التنفيذي أحكامًا تتعلق بما يلي:
- تنظيم الموانئ والحدود.
- إعداد استمارات المعلومات الصحية.
- التدابير الوقائية الشخصية والعامة.
- تحديد مناطق الحجر الصحي.
- حظر التكديس والاكتناز وإعادة البيع وارتفاع الأسعار.
- منع نشر الأخبار الزائفة.
- مقاطعة ايلوكوس سور

في مقاطعة إيلوكوس سور في شمال الفلبين، أصدر الحاكم رايان لويس في. سينغسون الأمر التنفيذي رقم 12 والأمر التنفيذي رقم 13 في يومي 12 و13 مارس 2020 على التوالي. صدرت بهما الأوامر التنفيذية القاضية بتعليق الفصول الدراسية على جميع المستويات في الفترة من 13 مارس إلى 12 أبريل 2020، فضلاً عن تعليق الأنشطة المدرسية الأخرى التي تشمل تجمعات الحشود في كل من المدارس العامة والخاصة في الإقليم.
في 15 مارس، وُضعت المقاطعة تحت الحجر الصحي المجتمعي من خلال الأمر التنفيذي رقم 14 الذي قيّد حركة الناس من إيلوكوس سور وإليها، وقضى بإنشاء نقاط تفتيش وشروط للنقل والسفر، وحظر التجمعات الاجتماعية، والتشجيع على ترتيبات العمل المرنة/البديلة أو تعليق العمل وتعليق السياحة ومنع الاكتناز ووضع قواعد محددة للمؤسسات التجارية وفرض حظر التجول.

### في أوروبا

#### إيطاليا

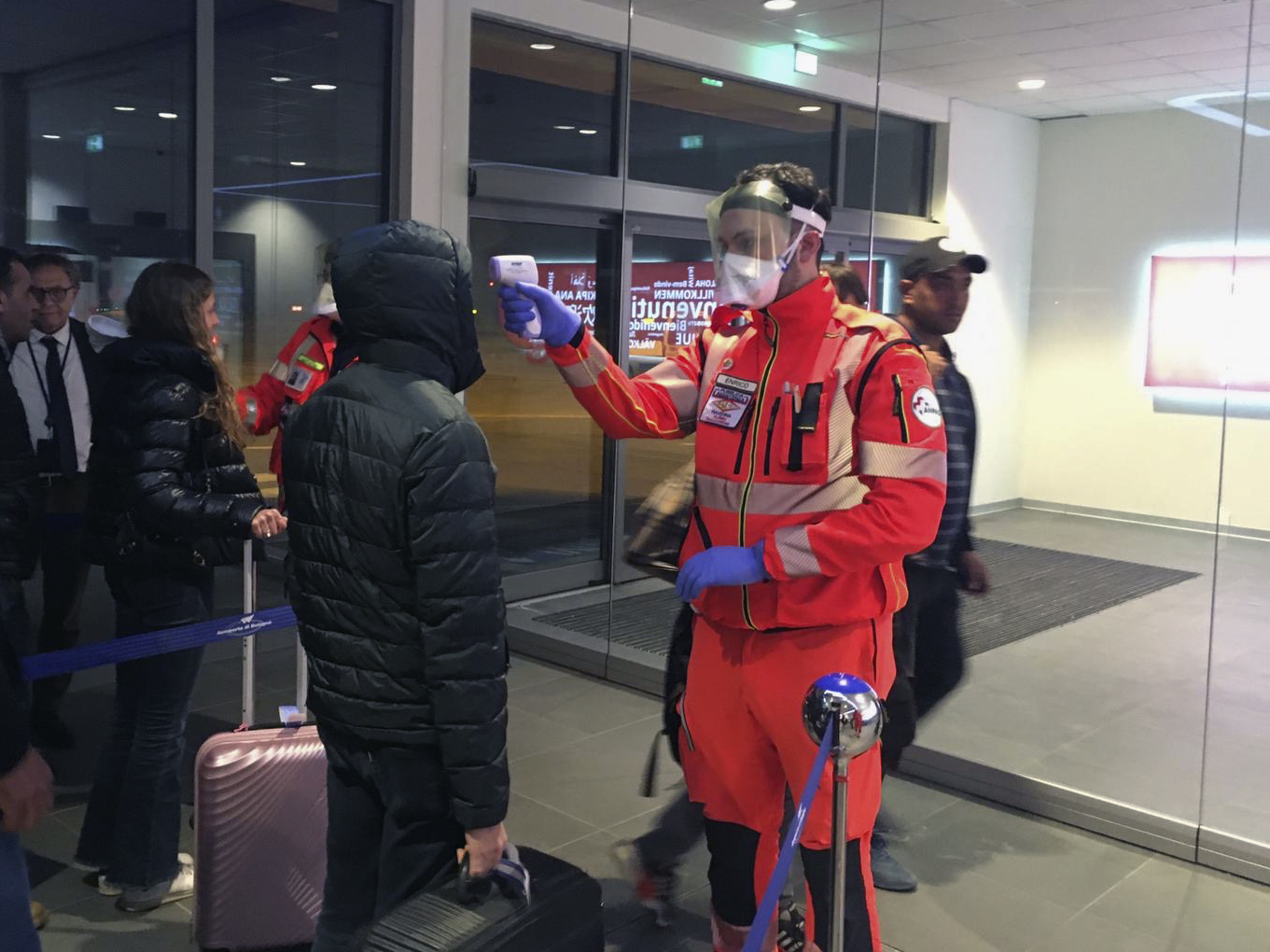
متطوعو الحماية المدنية يجرون فحوصات صحية في مطار غولييلمو ماركوني في مدينة بولونيا

أُكِّد انتشار المرض إلى إيطاليا في 31 يناير 2020، عندما شُخِّص سائحان صينيان بإصابتهما بمرض سارس-كوف-2 في روما. وردًا على ذلك، أوقفت الحكومة الإيطالية جميع الرحلات الجوية من الصين وإليها، وأعلنت حالة الطوارئ مع تصريح رئيس الوزراء جوزيبي كونتي بأن إيطاليا هي أول دولة في الاتحاد الأوروبي تتخذ هذا الإجراء الوقائي. وفي 31 يناير، عُيِّن مجلس الوزراء الإيطالي أنجيلو بورلي رئيسًا للحماية المدنية وكمفوض خاص لحالات طوارئ كوفيد-19. اكتُشفت جماعة حاملة للفيروس غير مترافقة بالإصابة بمرض كوفيد-19 فيما بعد بدءًا بـ 16 حالة مؤكدة في لومباردي في 21 فبراير، و60 حالة إضافية في 22 فبراير، وأُبلِغ عن أول وفيات في إيطاليا في اليوم ذاته.
أعلنت وزارة الصحة عن مبادئ توجيهية جديدة للإبلاغ عن الحالات في 27 فبراير استجابة للاختبار الشامل السابق الذي تسبب بفورة هائلة في أعداد الحالات مثيرًا الذعر العام. توقف التبليغ عن سلامة الحالات غير العرضيّة (أُخِذت مسحات من مرضى إيجابيي الفيروس دون ظهور أعراض لديهم) وقد وصلت حتى 40 إلى 50% من جميع الحالات المبلغ عنها في ذلك الوقت. أُخضِع هؤلاء الأشخاص للعزل في المنزل على أن يتابعوا بالاختبارات الجديدة حتى تصبح سلبية.
في 22 فبراير، أعلن مجلس الوزراء الإيطالي مرسومًا جديدًا يقضي باحتواء انتشار المرض، بما في ذلك حجر أكثر من 50 ألف شخص من 11 بلدية مختلفة في شمال إيطاليا. وصرّح رئيس الوزراء جوزيبي كونتي «في مناطق تفشي المرض، سيُمنع الدخول والخروج. وقد صدر أمر بوقف أنشطة العمل والأحداث الرياضية في تلك المناطق». تراوحت عقوبات انتهاك الإغلاق التام بين غرامة 206 يورو إلى السجن مدة 3 أشهر. وصدرت تعليمات إلى الجيش الإيطالي وهيئات إنفاذ القانون بتأمين الإغلاق التام وتنفيذه.
في 3 مارس، ذكرت السلطات الصينية أنه في الأول والثانى من مارس، عاد ثمانية ضحايا للفيروس إلى مقاطعة تشينغتيان بمقاطعة جيجيانغ بشرق الصين. ويبدو أن الثمانية قد أُصيبوا بكوفيد-19 في بلدة بيرجامو الشّماليّة بإيطاليا حيث كانوا يعملون في أحد المطاعم، وهي بلدية اجتاحها الفيروس، حسب  ما صرّح مسؤولو تشينغتيان. أطلقت السلطات الصينية على هذه الحالات اسم «حالات التدفق الارتجاعي» إذ نقل حاملو الفيروس ممن احتكوا مع المرض خارج الصين وأعادوا المرض إلى وطنهم.
في 4 مارس، أمرت الحكومة الإيطالية بالإغلاق التام لجميع المدارس والجامعات في جميع أنحاء البلد مع بلوغ إيطاليا 100 حالة وفاة. بالإضافة إلى ذلك، ستُعقد جميع الأحداث الرياضية الرئيسية بما في ذلك مباريات الدرجة الأولى من الدوري الإيطالي لكرة القدم  داخل الصالات حتى أبريل. في 9 مارس عُلِّقت جميع الرياضات بالكامل مدة شهر واحد على الأقل.
في 21 فبراير، أُغلِق بشكل تام ما لا يقل عن عشر مدن في إقليمي لومبارديا وفينيتو في إيطاليا، ويبلغ مجموع سكانها 000,50 نسمة في سياق إجراءات الحجر الصحي عقب تفشي المرض في كودوجنو في لومباردي. فرضت الشرطة حظر التجول بإغلاق جميع المباني العامة ومراقبة الدخول من خلال نقاط التفتيش التابعة للشرطة إلى ما يسمى «المنطقة الحمراء» وقد طُبِّق الحظر مع فرض عقوبات على انتهاكات تتراوح بين غرامة قدرها 206 يورو إلى السجن مدة ثلاثة أشهر ضد المنتهكين ممن ليسوا من العاملين في مجال الصحة أو الإمداد. صرّحت حكومة جوزيبي كونتي أن نشر القوات المسلحة لفرض هذا الحظر أمر ممكن. وقد فرض حاكم بازيليكاتا -فيتو باردي- الحجر الصحي الإلزامي مدة 14 يومًا للأشخاص القادمين من مناطق في شمال إيطاليا المتأثرة بتفشي المرض في 24 فبراير. في اليوم نفسه، جرى تعيين 500 ضابط شرطة إضافي للقيام بدوريات في المناطق المحجورة صحيًا في لودي وفينيتو.
في صباح يوم 8 مارس 2020، صرّح كونتي بأن معظم الأراضي الإيطالية الشمالية بما في ذلك ميلانو والبندقية ستخضع للحجر الصحي في مناطقها، مضيفًا أن البلاد كانت تغلق جميع مناطق لومباردي المكتظة بالسكان مع فرض قيود على الحركة على نحو 16 مليون شخص. يُعتبر هذا الرد الأكثر حزمًا في أي منطقة خارج الصين، وسيشل أكثر أجزاء البلاد ثراءً بينما تحاول إيطاليا تقييد التفشي السريع للمرض. في 8 مارس 2020، أُكّدت 7375 حالة إصابة، و366 حالة وفاة في إيطاليا.
في مساء 9 مارس 2020، جرى توسيع الحجر الصحي ليشمل إيطاليا برُمتها.

#### فرنسا
في 24 يناير 2020، أُكِّدت الحالة الأولى في فرنسا في مدينة بوردو.
في 16 مارس 2020، أعلن الرئيس ماكرون عن إغلاق في جميع أنحاء البلد مدة 15 يومًا ابتداء من يوم 17 مارس، من خلال مرسوم يحظر جميع التجولات عدا الضرورية منها.

#### إسبانيا
في 31 يناير 2020، أُكِّدت الحالة الأولى عندما شُخِّصت حالة إصابة سائح بالسارس-كوف-2 في مدينة لا غوميرا، إسبانيا. في 14 مارس، نتيجة تزايد عدد الحالات أعلن رئيس الوزراء الإسباني بيدرو سانشيز حالة إنذار وضعت جميع المواطنين في الحجر الصحي باستثناء العاملين في مجال الرعاية الصحية أو الأنشطة الحيوية الأخرى وإغلاق جميع الأعمال التجارية غير الأساسية والسماح فقط للمواطنين بالخروج لممارسة أنشطة مثل تسوق البقالة أو تمشية الحيوانات الأليفة.

#### سويسرا
في 28 فبراير، أعلن المجلس الاتحادي السويسري حظرًا فوريًا على جميع الفعاليات العامة والخاصة التي تضم أكثر من 1000 مشارك.

#### المملكة المتحدة
في 24 مارس 2020، فرضت المملكة المتحدة «بعضًا من أكثر القيود تشديدًا على الحرية الشخصية منذ أي وقت مضى» في أوقات السلم، بما في ذلك إغلاق البلد التام مدة ثلاثة أسابيع. وشمل ذلك حظر التجمعات العامة التي تضم أكثر من شخصين (باستثناء أولئك الذين يعيش المرء معهم) وإغلاق جميع الأعمال التجارية غير الأساسية.

### في الأمريكتين

#### الولايات المتحدة
في 31 يناير 2020، أصدر الرئيس دونالد ترامب إعلانًا يحد من دخول الولايات المتحدة كمهاجرين أو غير مهاجرين لجميع الأجانب الذين كانوا موجودين داخل جمهورية الصين الشعبية باستثناء المناطق الإدارية الخاصة في هونغ كونغ وماكاو، خلال فترة الـ 14 يومًا السابقة لدخولهم أو محاولة دخولهم إلى الولايات المتحدة.
في ولاية واشنطن في إقليم الشمال الغربي الهادئ، أُبلِغ عن أول ست وفيات مؤكدة في الولايات المتحدة في أواخر فبراير 2020، مع حالتي وفاة وتفشٍّ في أحد مراكز الرعاية الطبية في أمريكا وأحد دور رعاية المسنين في كيركلاند، واشنطن، ما أثر على السكان والموظفين ورجال الإطفاء وطلاب التمريض. أعلن حاكم واشنطن جاي إنسلي حالة الطوارئ في 28 فبراير بعد وفاة رجل هناك جرّاء كوفيد-19، وهي أول حالة وفاة يُبلَغ عنها في الولايات المتحدة. أعلن أيضًا حاكم ولاية فلوريدا رون ديسانتيس حالة الطوارئ. في 4 مارس، أعلن حاكم ولاية كاليفورنيا غافين نيوسوم حالة الطوارئ بعد الوفاة الأولى داخل حدود الولاية، بالإضافة إلى 53 حالة مؤكدة داخل الولاية.
فرضت الشركات الأمريكية الكبرى قيودًا على سفر الموظفين. علّقت شركة تويتر «كل رحلات الأعمال والأحداث غير المهمة». ألغى فيسبوك مؤتمر مطوري نظام تشغيل F8. ألغت غولدمان ساكس كل الرحلات «غير الضرورية» وفرضت قيودًا محددة على السفر إلى الصين وكوريا الجنوبية وإيطاليا وإيران. حظرت أمازون التي أكّدت إصابة موظفة في منطقة سياتل بمرض كوفيد-19 سفر الموظفين «غير الضروري». أغلقت شركة نايك مقارّها الرئيسية في أوريغون ومقارّها الأوروبية في أمستردام «بسبب الحرص الزائد». وكما هو مطلوب في اللوائح التنظيمية، تقوم البنوك الأمريكية الكبيرة بمراجعة خطط الطوارئ لضمان استمرارها في العمل إذا ساءت الظروف؛ وتشمل خطط الطوارئ وجود موظفين يعملون من منازلهم، ونقل الموظفين إلى مكاتب الدعم، وحتى إرسال موظفين إلى مكاتب في مدن أخرى. شجعت بعض الشركات بما في ذلك شركة مايكروسوفت، غيت هاب، وسكوير موظفيها على العمل من المنزل.
ألغت أكثر من 12 مدرسة في منطقة سياتل الفصول الدراسية في 3 مارس بسبب التطهير وغيره من التدابير الوقائية. في 6 مارس، ألغت جامعة واشنطن الفصول الدراسية التي تتطلب الحضور الشخصي. يُذكر أن جامعة سياتل هي موطن لـ 50000 طالب. أُغلقت العديد من المدارس العامة والخاصة خارج مدينة نيويورك نتيجة للفيروس، بما في ذلك المدرسة العامة في مقاطعة ويستشستر ومناطق هاستينغز أون هدسون وماونت فيرنون ويونكرز.. إلخ. أُغلقت جميع المدارس داخل منطقة إلك غروفي التعليمية في منطقة ساكرامنتو في 7 مارس بعد ظهور حالة إصابة بالفيروس في إلك غروفي.
بحلول 8 مارس 2020، ارتفع عدد الوفيات في الولايات المتحدة إلى 22، مع الإبلاغ عن أكثر من 500 حالة.
يبدو الاستياء على بعض الأمريكيين إزاء الطلب منهم لأن يقلقوا حيال الأمر، ويعتقدون أن كوفيد-19 لا يبدو أسوأ من الإنفلونزا.

### في أوقيانوسيا

#### نيوزيلندا
في 28 يناير، أنشأت وزارة الصحة المركز الوطني للتنسيق الصحي (NHCC) استجابة لتفشي المرض. وفي 3 فبراير، أعلنت حكومة نيوزيلندا أنه سيُمنع المسافرون الأجانب المغادرون من الصين من الدخول إلى نيوزيلندا، مع السماح فقط لمواطني نيوزيلندا والمقيمين الدائمين وعائلاتهم بالدخول.
أكدت نيوزيلندا الإصابة الأولى لديها في 28 فبراير، وهو مواطن نيوزيلندي في الستينيات من عمره كان قد زار إيران مؤخرًا . مدّدت الحكومة قيود السفر لتشمل المسافرين القادمين من إيران في نفس اليوم.
في 17 مارس، أعلن وزير الصحة ديفيد كلارك أن الحكومة ستطرد السياح الأجانب غير الآبهين بقيود الحجر الصحي الذاتي. وضعت حملة «الهجرة إلى نيوزيلندا» سائحَين أجنبيَّين في الحجر الصحي قسرًا مدة أسبوعين لرفضهما طلبات الحكومة في الحجر الصحي الذاتي. أعلن وزير الماليّة غرانت روبرتسون عن حزمة أعمال بقيمة 12.1 مليار دولار نيوزيلندي متعلقة بكوفيد-19. أُغلِقت مدرسة لوغان بارك الثانوية في مدينة دنيدن مدة 48 ساعة بعد تشخيص أحد طلابها بمرض كوفيد-19.
في 18 مارس، أعلنت الجمعية الملكية النيوزيلندية للعودة والخدمات إلغاء جميع خدمات «يوم أنزاك» المقرر في 25 أبريل.
في 19 مارس، طلبت الحكومة  إلغاء أحداث جماعية في الأماكن المغلقة التي تضم أكثر من مئة شخص. أعلن رئيس الوزراء النيوزيلندي جاسيندا أرديرن إغلاق حدود نيوزيلندا أمام جميع القادمين عدا المواطنين والمقيمين النيوزيلنديين بعد الساعة 11:59من مساء يوم الخميس.
في 21 مارس، أعلنت المجالس المحلية في المراكز الرئيسية في نيوزيلندا عن إغلاق المرافق العامة بما في ذلك أحواض السباحة والمكتبات ومراكز الترفيه والمراكز المجتمعية والمعارض الفنية والمتاحف.
في 23 مارس، رفع رئيس الوزراء أرديرن مستوى التأهب حول كوفيد-19 من اثنين إلى ثلاثة وأعلن إغلاق جميع المدارس اعتبارًا من ذلك اليوم. وأعلنت الحكومة أيضًا أنها سترفع مستوى التأهب الوطني إلى أربعة في الساعة 11:59 مساء يوم 25 مارس، ما سيؤدي إلى إغلاق البلد التام مدة أربعة أسابيع. في حين طُلِب من جميع المباريات الرياضية والمناسبات والخدمات غير الضرورية أيضًا -مثل حمامات السباحة والبارات والمقاهي والمطاعم والملاعب- الإغلاق خلال 48 ساعة، بينما الخدمات الأساسية مثل محلات السوبر ماركت ومحطات البنزين والخدمات الصحية ستبقى مفتوحة.